# Nomada merceti
Nomada merceti là một loài Hymenoptera trong họ Apidae. Loài này được Alfken mô tả khoa học năm 1909.